# CROSS FM
株式会社CROSS FM（クロスエフエム）は、福岡県北九州市小倉北区に本社を置き、福岡県内を放送対象地域とする超短波放送（FMラジオ放送）事業を行っている特定地上基幹放送事業者である。コールサインはJORV-FM。
なお、本項においては「株式会社CROSS FM」設立時からの事象、および前述の引継日からの放送状況について述べることとする。それ以前の事柄についてはエフエム九州の項を参照。

## 概要
1993年（平成5年）9月1日に開局した株式会社エフエム九州（Cross FM）の経営破綻に伴い、旧Cross FMの放送事業の受け皿会社として東京のプライベート・エクイティ・ファンドであるネクスト・キャピタル・パートナーズ（NCP）が中心となって2008年（平成20年）4月10日に設立され、6月23日に総務省九州総合通信局から放送免許承継の許可を受け、7月1日0時をもってエフエム九州からFMラジオ放送事業を引き継いだ。企業再建の手法としてはいわゆる新旧分離方式によるものであるが、今回は新旧分離で通常行われる「法人名の引き継ぎ」を行わず、旧社の愛称を新社の正式社名とした。なお商法の改正により、既に英字を社名に使うことができるようになっていたため、「株式会社クロスエフエム」ではなくアルファベット表記の「株式会社CROSS FM」が正式な社名である。
新会社に移行後も、旧社の本社（古船場町、元々はゼンリンの旧本社であった）・天神きらめき通りスタジオ（福岡市中央区天神）を引き継いで使っていたが、2010年（平成22年）3月6日付で本社を小倉駅前の商業ビル・セントシティ北九州の小倉駅前アイム内に移転し、天神きらめき通りスタジオ（福岡営業所）も4月13日付でベイサイドプレイス博多に移転した。なお、この移転事業を行うにあたり、中小企業庁の『中小商業活力向上事業』を活用しているほか、実際に引越し作業を行う日本通運がスポンサーとなり、「cross fm moving! supported by 日本通運」というキャンペーンを展開した。
在福4局（RKBラジオ・KBCラジオ・FM FUKUOKA・LOVE FM）が参加しているradiko（IPサイマルラジオ放送）に最後まで参加していなかったが、2014年（平成26年）4月30日より配信開始した。
2008年（平成20年）10月1日から10年間使われたキャッチコピーは「green station cross fm」で、開局25周年を迎える2018年（平成30年）10月1日にロゴを緑から青系統に大文字のCを意匠したものに一新し、社名も再び大文字に戻した。2023年（令和5年）9月に会長に就任した堀江貴文新体制でのコピーは「電波をつかった、大実験をしよう」。会社ロゴもCが交差（クロス）しているものに刷新された。
主な受賞歴は2015年（平成27年）に「HAPPY  House ～The family starting point～」で第11回日本放送文化大賞ラジオ部門グランプリを2018年に「Let the Good Times Roll!!」で平成30年日本民間放送連盟賞ラジオエンターテイメント番組部門最優秀賞をそれぞれ受賞した。
歴代社長に起業家としても知られた鵜木有子が新会社移行後最初の社長に（2008年 - 2009年）。その後NCP社長である立石寿雄が社長を兼務（2009年 - 2013年）したのち同じNCP出身の徳田和嘉子が副社長から社長に昇格した（2013年 - 2015年）。特に立石と徳田が先頭に立って再建の指揮を執った。徳田は民放では就任時史上最年少の社長だった。また歴代社長に女性が複数いるのは民放では唯一である。

### 経営の変遷
| 時期                                   | 株主                                 |
| -------------------------------------- | ------------------------------------ |
| 設立時 （2008年4月10日）               | NCP 100%                             |
| DHCへ事業譲渡 （2016年4月28日）        | DHC 100%                             |
| 吉田のオーナー企業化 （2023年1月31日） | 吉田嘉明 100%                        |
| 堀江らの経営権取得 （2023年9月6日）    | 堀江貴文 45% 大出整 45% 三戸政和 10% |

民事再生手続が終結し、CROSS FMがイベント収益などにより2期連続の増収になったことからNCPが北九州市に本社を残すことや従業員の雇用継続などを条件に保有株式の売却を検討。2016年（平成28年）4月15日にNCPが保有する全株式を化粧品メーカーのDHCに4月28日付で売却すると発表、あわせてDHCの会長である吉田嘉明がCROSS FM会長に就任し、DHCから取締役が3人派遣された。
2022年（令和4年）11月にオリックスから、2023年（令和5年）3月にDHCを吉田から買収して子会社化することが発表された。しかし、当社については、オリックス譲渡の対象外となり、他資本（制作会社だが具体的な社名は未発表）に経営譲渡されることとなった。それに伴い、いくつかの番組の終了が発表され、1月から譲渡先の制作会社による新番組がスタートする（2022年（令和4年）12月26日時点）。また、毎年恒例だった年越し特別番組がなかった。
当社はオリックスへの譲渡対象外となったことから吉田が会長にとどまり、2023年（令和5年）3月1日時点では吉田の100%出資によるオーナー企業となっていた。その後、同年9月5日に福岡県出身でライブドア（2代目法人）創業者の堀江貴文が同日に出演したラジオ番組『山崎怜奈の誰かに話したかったこと。』（TOKYO FM）の中でCROSS FMの株式譲渡を受けて経営を引き継ぐことを明らかにした。堀江と知人でNCP顧問の大出整、同じく知人で日本創生投資社長の三戸政和が共同で吉田から同局の株式を取得し、堀江が代表権を持つ会長に就任し、自身をコンテンツにした新事業や関連番組を立ち上げて収益を上げる計画を立てているとしており、放送翌日の同月6日に株式譲渡契約が成立した。
2023年9月22日、堀江は北九州市内で記者会見を行い、ラジオを通じた音声による情報発信に加え、インターネットと連動した動画や文字情報などを通じたビジネス拡大を促進させ、オール九州を世界に向けて発信・盛り上げることを表明した。
2023年11月26日、堀江は自身が企画した街あるきイベント『謎解きロゲイニング in 北九州』の一環として、CROSS FMの番組に初めて出演した。
2024年10月7日、売れるネット広告社との間で業務提携契約を締結。それに先駆けて、同年9月に同社代表取締役社長兼CEOの加藤公一レオがCROSS FMに出資を行うと同時に同局取締役に就任した。

### グリーン電力の使用
新生CROSS FMは、その目玉として、再生可能エネルギーによって作られた電力、いわゆる「グリーン電力」を番組制作に用いる方針を、引継ぎ後最初となる2008年7月のタイムテーブルで公表した。現在、放送に必要な電力の全てをグリーン電力で賄っている。
また、同年10月から環境問題を取り上げるミニ番組「GREEN LINE」（ナレーションは信川竜太）を毎日数回、主にワイド番組開始前の3分間放送している。その中で、CROSS FMの活動を支援する、以下の「グリーンキャスティングサプライヤー」を紹介している。
- JAL
- 株式会社ファミリー[21]
- 環境省九州地方環境事務所（熊本市）（2009年7月 - ）

過去のサプライヤー
- 九電工（2021年8月現在はCROSS FM SDGsサポーティングカンパニーを担当）
- 九州電力（ - 2009年6月）
- キングラン・ハウネスト（2009年1月 - 2009年6月）
- ラ・モードパリス天神（2009年11月 - 2010年2月）
- コカ・コーラウエスト
- エイベックス・マーケティング
- 筑紫環境保全センター（2010年7月 - 2013年）
- JAグループ福岡
- パワーハウス
- グリーンコープ生協ふくおか
- 福岡トヨタ（ - 2020年3月）
- グランド工房（2012年4月 - 2020年3月）
- さららいと

## 事業所・スタジオ

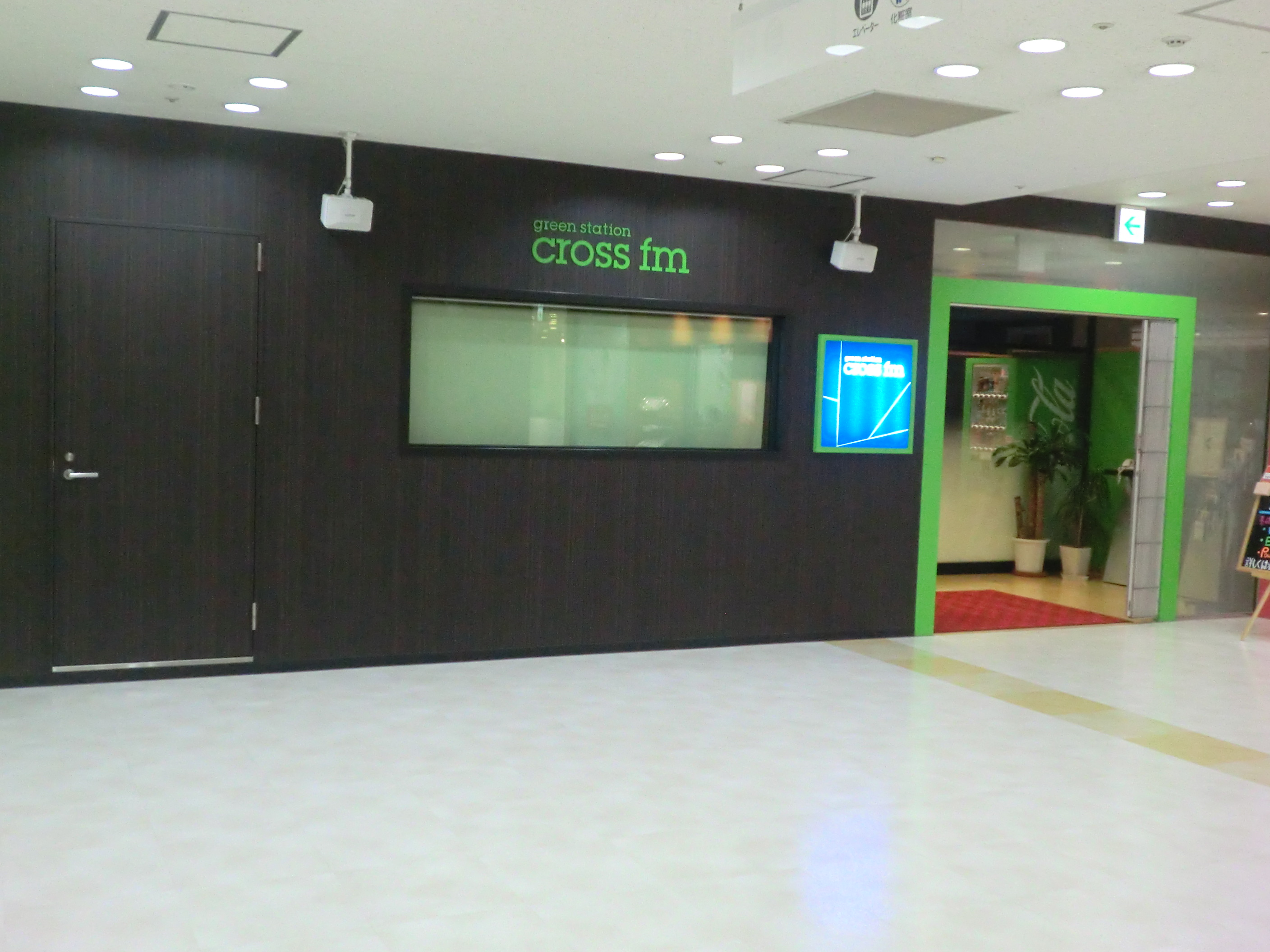
CROSS FM本社

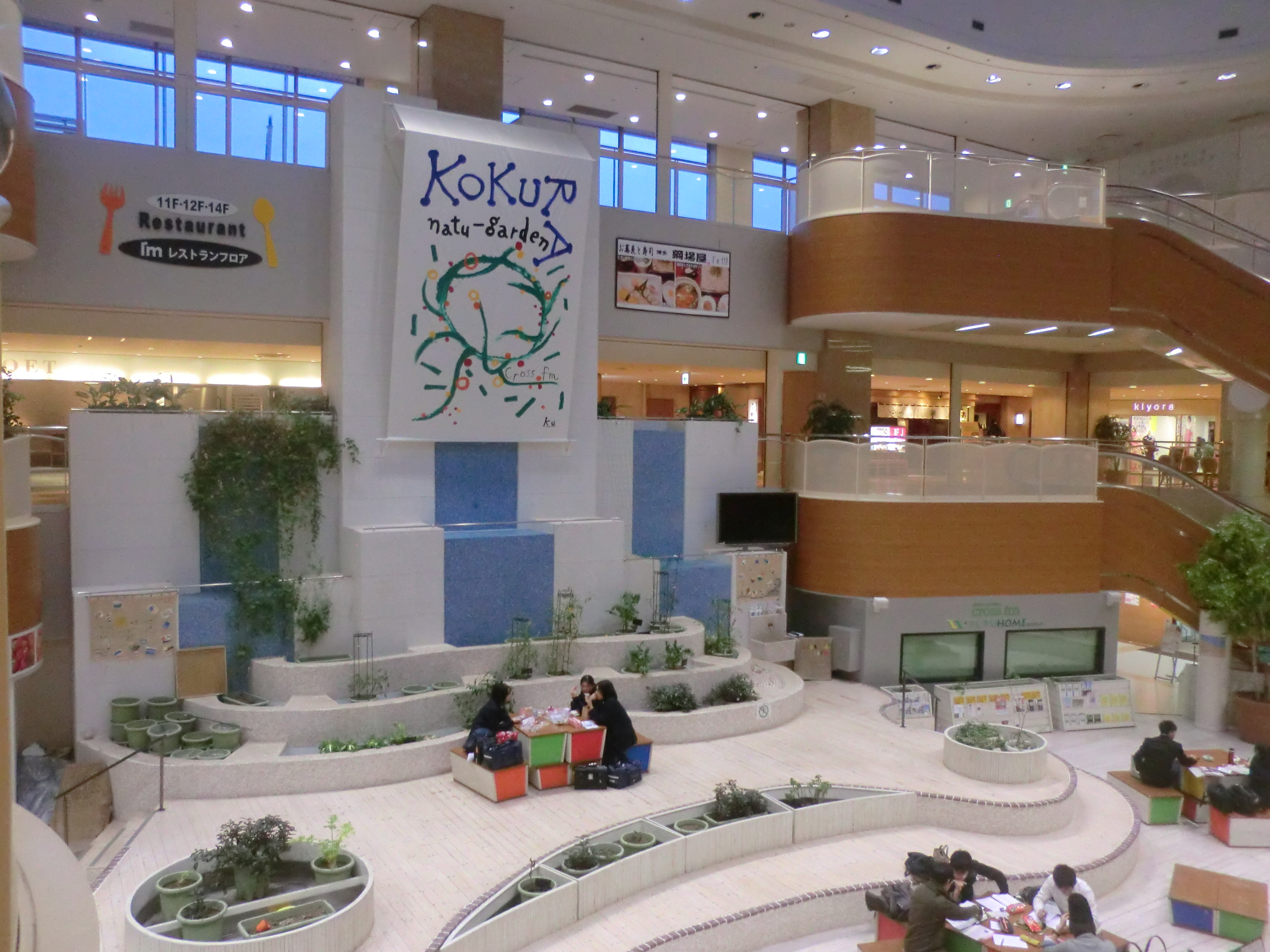
本社スタジオ（右奥）があるKOKURA natu-garden

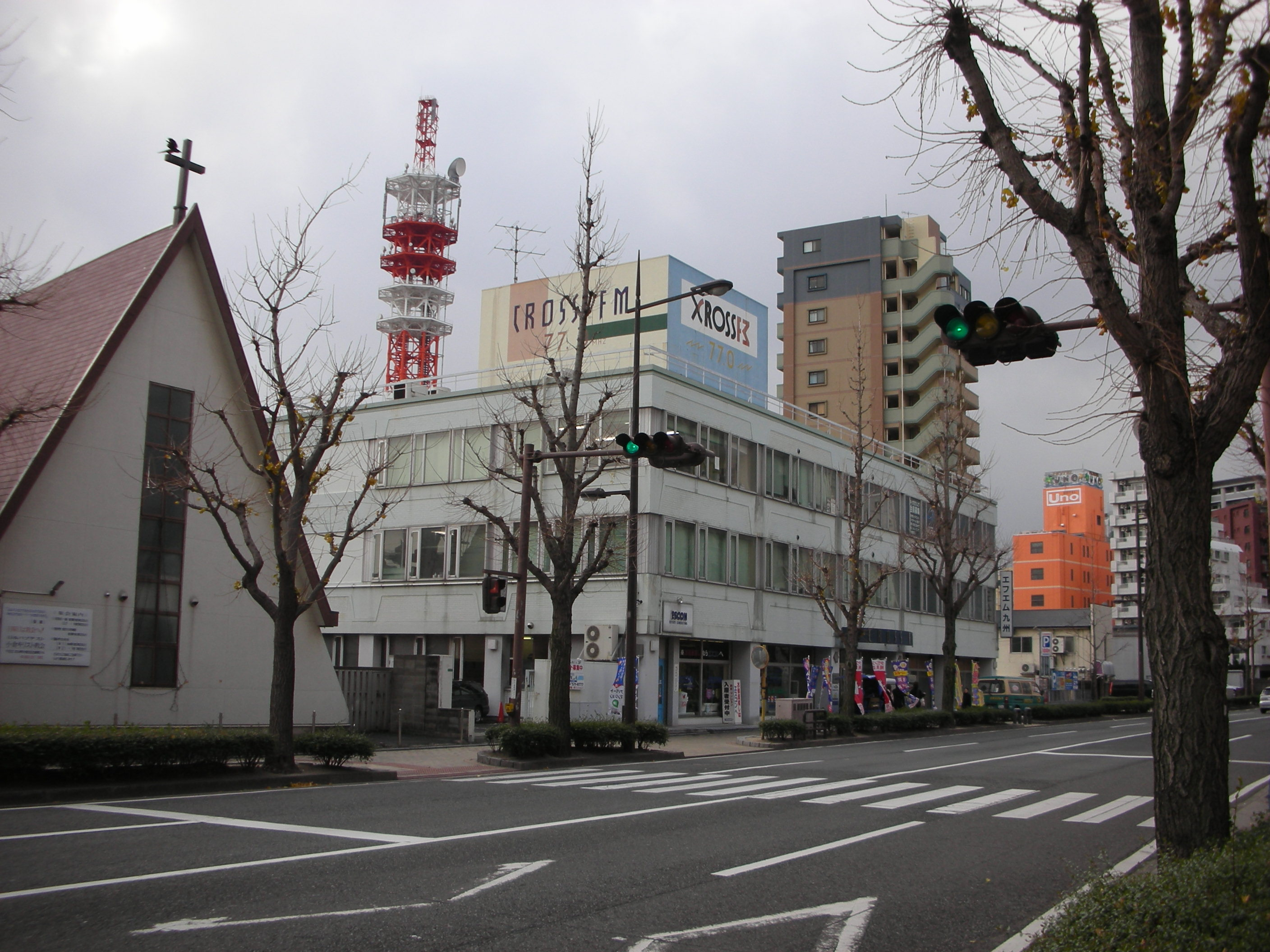
CROSS FM旧本社（2006年12月）

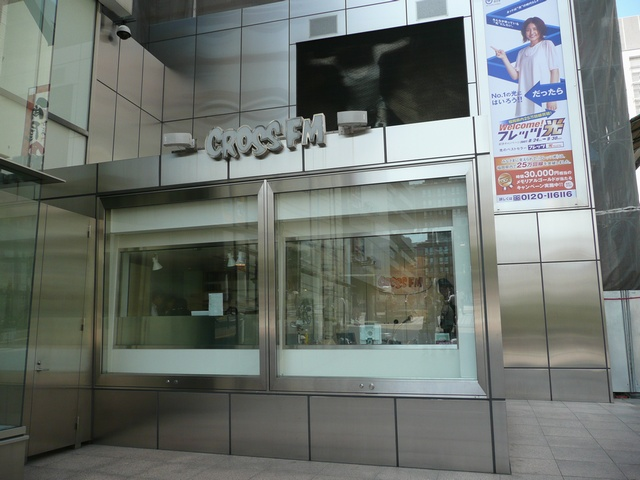
旧天神きらめき通りスタジオ

### 事業所
- 本社 - 福岡県北九州市小倉北区京町3-1-1 セントシティ 10階
  - かつては北九州市小倉北区古船場町9-11に所在したが、2010年に移転
- 福岡営業所 - 福岡県福岡市博多区築港本町13-6 ベイサイドプレイス博多3階
  - かつては福岡市中央区天神3-14-31 天神リンデンビルに所在したが、2010年に移転
- 東京支社 - 東京都港区南麻布2-7-27 DHC古川橋ビル5F

### スタジオ
CROSS FM 本社スタジオ
現在の名称 - CROSS FM 北九州ダイハツ販売スタジオ
小倉駅前セントシティ10階にあるスタジオ。
2021年10月よりダイハツ傘下のディーラーである北九州ダイハツ販売がネーミングライツを取得、現在の名称となる。
スタジオ前には12階まで続く吹き抜けの広場『KOKURA natu-garden』があり、この一角に室内菜園を設けている。また、グリーンライフ講座というイベントが月に1回行われている。
本社スタジオではあるが、2018年10月のMARK ISスタジオ開設以降は使用率が徐々に下がっており、2021年4月以降は北九州在住のナビゲーターが担当する番組で使用。見学は基本的に可能だが、natu-gardenがイベント等で使用されている場合は、スタジオ観覧が不可となる場合もある。定員は2名。
この他、本社敷地内に収録番組で使用されるサブスタジオがある。
ベイサイドプレイス博多スタジオ
現在の名称 - CROSS FM ベイサイドプレイス博多 ゾンクホテル スタジオ
ベイサイドプレイス博多C棟3階にある福岡市での3代目のスタジオ。2010年3月8日使用開始。
2016年4月1日より福岡に本社を置く不動産業の東邦ハウジングがネーミングライツを取得、グループ企業での複数回の改名を経て、2024年2月12日よりゾンクホテルがネーミングライツを取得、現在の名称となる。主に月-土曜の早朝や平日夕方の番組や収録番組で使用。
稀に大雨や台風などの災害で福岡市近郊在住のナビゲーターが小倉まで移動できない場合やMARK IS閉館日の際の代替スタジオとしても使用されている。見学は不可。定員は3名。
MARK IS 福岡ももちスタジオ
現在の名称 - CROSS FM MARK IS 福岡ももち グームホテル スタジオ」
MARK IS 福岡ももち2階（Zepp FUKUOKA横）にある福岡市での4代目のスタジオ。2018年11月21日の同施設の開業時から使用。
2024年2月12日よりグームホテルがネーミングライツを取得、現在の名称となる。
当スタジオ開業に伴い、昼の生放送番組を当スタジオに移動させて放送している。2021年4月からは全ての曜日で使用。見学は可能。定員は3名。

### かつてのスタジオ
旧本社スタジオ
北九州市古船場町の浅香通りに面した本社付属のオープンスタジオ。タイムテーブルでは「北九州スタジオ」と呼称されていた。2008年10月の改編後は北九州スタジオの使用率が格段に減ったが、2009年4月の改編後は使用率も徐々に上がってきている傾向があった。末期は主に朝の生ワイド番組や日曜夜の生ワイド番組を中心に使用。本社移転後は前述の通り、暫定的に日曜の一部番組で使用していた。2010年5月30日閉鎖。
博多駅GIGAスタジオ
福岡市のJR博多駅コンコースの通路上部にはみ出るように設置されたオープンスタジオ。主に昼の生ワイド番組は博多駅発の放送となっており、鶴屋華丸（博多華丸）がナビゲーターを務めた1997年放送開始の「SHAKE HIP GROOVIN'」以降、2003年の「AFTERNOON BEAT RADIO」までがこのスタジオで放送された。2003年に閉鎖し、翌年天神きらめき通りスタジオがオープンしている。
天神きらめき通りスタジオ
福岡市中央区天神2丁目の天神岩田屋新館前「天神きらめきスクエア」にあったオープンスタジオ。旧エフエム九州時代の2004年4月から運用された福岡市での2代目のスタジオ。末期は昼 - 夜の生ワイド番組で使用。ベイサイドプレイスへの移転に伴い、2010年2月18日廃止。後に株式会社キャナルエンターテイメントワークスが運営するUSTREAM公式スタジオ「天神きらめき通り FUKUOKA MEDIA STATION」を経て、2017年4月よりRKBラジオ（RKB毎日放送）の公開生放送用の番組スタジオとして使用されている。
DHC渋谷スタジオ
東京都渋谷区の東急ハンズ（当時。現：ハンズ）渋谷店地下2階にあったスタジオ。2019年7月28日開業。2021年3月31日廃止。DHCグループのDHCテレビジョンとの共同運営でCROSS FMとしては福岡県外初のサテライトスタジオとなる。主に収録番組を中心に当スタジオを活用する。このスタジオからは『渋谷で2時〜Shibuya Rainbow〜』の生放送、ならびに小坂真琴ナビゲートの『＃オルガン坂生徒会・課外活動』、『紘毅の「日曜日はウタ好キ」』『DHC Lifestyle Council』『山本彩 カケル』の公開録音または番組録音を行っていた。
2024年現在はハンズ渋谷店の売り場のワンフロアに再度改装され営業を行なっている。

## 周波数・送信出力
| 親局   | 周波数  | 空中線電力 | ERP   | 所在地     | 送信所概要 （技術情報） | 備考 |
| ------ | ------- | ---------- | ----- | ---------- | --- | ---- |
| 福岡   | 78.7MHz | 3kW        | 8.9kW | 福岡タワー | - 送信空中線 2D（ダイポールアンテナ）5段4面、海抜高178m、KBC九州朝日放送旧アナログテレビ（アンテナ利得6.7dB）と共用から専用に転換（施工電気興業） - 放送機 RV-43GS（東芝）1.5kW×2並列合成 - 放送伝送回線 NTT西日本高速デジタル回線（256kbps）[演奏所主調整室 - NTT小倉 - NTT福岡 - NTT西新 - 福岡タワー]、QTNet（256kbps）の2系統、コーデックは英国のAPT社 - 送信局舎 福岡タワー低層棟3階KBCと共用 - 電源 3相 150kVA 6600V/210V（共用、明電舎、三菱、サンコーシャ） - 非常用電源 PU626ガスタービン500kVA自家発電（各社共用川崎重工、明電舎） - 備考 送信機室から空中線のケーブルは280mの長さのCX-77Dが2本、分岐給電線はCX-20Dが20本、給電方式は上段2段、下段3段の上下分割給電でKBCと共用。 |      |
| 中継局 | 周波数  | 空中線電力 | ERP   | 所在地     | 送信所概要 （技術情報） | 備考 |
| 北九州 | 77.0MHz | 250W       | 790W  | 皿倉山     | - 送信鉄柱 35m四角鉄塔（NHK共用） - 送信空中線 SG（スーパーゲインアンテナ）4段3面、2段1面、海抜高642m - 放送機 HV-1057（沖電気工業） - 放送伝送回線 NTT西日本高速デジタル回線（256kbps）[演奏所主調整室 - NTT小倉 - NTT八幡 - 皿倉山北九州送信所]2系統 - 送信局舎 鉄筋コンクリート2階9m×26m（NHK共用） - 非常用電源 自家発電50kVA（NHK共用） |      |
| 久留米 | 86.5MHz | 30W        | 140W  | 九千部山   | - 送信鉄柱 41m四角鉄塔（NHK(旧・アナログ・デジタル・FM)、民放デジタル共用） - 送信空中線 2L（ループアンテナ）1段1面、海抜高872m - 送信機 HV-1032（OKI） - 中継回線 福岡局を5素子八木宇田1段1面でエア受け - 送信局舎 鉄筋コンクリート2階7m×10.5m （NHK（旧・アナログ・デジタル・FM）、TVQ（旧・アナログ）、LOVE FM共用） - 非常用電源 自家発電40kVA（NHK共用） |      |
| 行橋   | 87.2MHz | 30W        | 42W   | 大坂山     | - 送信鉄柱 25m四角鉄塔（NHK、旧・VHFアナログ民放共用） - 送信空中線2L（ループアンテナ）1段4面（NHK共用）、海抜高595m - 送信機 HV-1032（OKI） - 中継回線 北九州局を5素子八木宇田1段1面でエア受け（NHK共用） - 送信局舎 コンクリート一部ブロック1階2.8m×4.4m（NHK、VHF民放共用） - 非常用電源 自家発電10kVA（NHK共用） |      |
| 大牟田 | 87.8MHz | 30W        | 100W  | 甘木山     | - 送信鉄柱 20m四角鉄塔（NHK、TVQ(旧・アナログ)共用） - 送信空中線 2L（ループアンテナ）1段2面（NHK共用）、海抜高143.5m - 送信機 HV-1032（OKI） - 中継回線 久留米局を5素子八木宇田1段1面でエア受け（NHK共用） - 送信局舎 鉄筋コンクリート2階6.3m×7.5m（NHK、TVQ共用） |      |

### その他の送信媒体
USENの衛星放送サウンドプラネットI-61chを介し福岡県内で聴取可能。また日曜19:00に放送されていた『Driver's Meeting』に関しては同システムで放送されているFMヨコハマとの兼ね合いからか別番組に差し替えられている。auの一部機種でもLISMO WAVEを介し日本全国で聴取可能だったが、こちらは2019年9月30日をもってサービス終了となった。
熊本県阿蘇郡小国町のコミュニティFM局「エフエム小国」（グリーンポケット）では長らく一部番組の再送信が行われていた（USENの再送信のようで、約10秒の遅延があった）が、2018年3月末をもって中止された。
なお、2011年4月に福岡でも聴けるようになったradikoサービスには、“green station”との兼ね合いもありエリア内で唯一参加していなかったが、2014年4月30日より配信を開始した。

## 資本構成
企業・団体は当時の名称。出典：

### 2023年11月1日
出典: 
| 株主     | 比率 |
| -------- | ---- |
| 堀江貴文 | 45%  |
| 大出整   | 45%  |

## 編成
フィラー番組を含め24時間放送。ただし、月曜 0:00 - 5:00（日曜 24:00 - 29:00）はテクニカルメンテナンスのため放送休止。月曜 3:00（日曜 27:00）頃に試験放送を行っている。なお2012年4月改編で、日曜深夜の放送終了時刻を24:00に変更。これは、ライバル局のエフエム福岡と同じである。

### 時報
深夜帯や一部時間帯を除く毎正時前に流れる。現行のジングル・BGMは、2018年10月使用開始。開局25周年を機に刷新された。また、毎年12月ごろになるとクリスマスをイメージした特別バージョンのジングルが流れる。
スポンサーがない場合、BGMに乗せて「cross fmが○時をお知らせします」のアナウンスのあと、時報となる。スポンサーが付く場合は、CMが流れた後「■■（スポンサー）が○時をお知らせします」とアナウンスされる。
2008年9月までは、アナウンスは松井伸一が担当していた。

### ニュース・天気・交通情報・スポーツ
「WEATHER INFORMATION」
- 基本的に6:30 - 19:00の毎正時と毎30分に放送。
- ナビゲーターが放送。
  - スポンサークレジットも各ナビゲーター・ラインアナウンサーが読み上げる。例）○○の提供です。
  - 2008年12月までは、アナウンサー経験のある後藤心平の番組「morning gate」を除き、全ての番組でアナウンサーが北九州から放送していたが、2009年1月から変更された。
- 正時の場合は時報→ニュース→天気という流れ。（さらに交通情報が入ることもある）
  - 番組オープニングと重なる場合は、番組オープニングジングル→オープニングトーク→ニュース→天気と続く。
- 現行のジングル・BGMは、2018年10月より使用開始。
  - 2009年9月までは、ステーションジングルのアレンジ違いが使われた。「WEATHER INFORMATION」については、月 - 金曜日と土・日曜日で異なった。各々にショートバージョンとロングバージョンが存在した。
  - 2009年1月は、映画『マンマ・ミーア!』とのタイアップで、スポンサーがなくアナウンサーが伝える一部の「WEATHER INFORMATION」において、ABBAの楽曲がジングル・BGMに使われた。

「TRAFIC INFORMATION」
- 朝・夕方の毎正時・毎30分を中心に放送。
- スポンサークレジット（ナビゲーターもしくはナレーション）や呼びかけ（ナビゲーター）の後、日本道路交通情報センターからの放送。
- 現行のジングル・BGMは、2018年10月より使用開始。
  - 2009年9月までは、ステーションジングルのアレンジ違いが使われた。月 - 金曜日と土・日曜日と祝日で異なり、各々にショートバージョンとロングバージョンが存在した。

｢HEADLINE NEWS｣（2025年2月より休止中）

「SPORTS LINE」（2021年4月より休止中）
- 平日の夜に1回放送。
- ナビゲーターが放送。
- ジングルは、エフエム九州時代のジングルを使用。
- 2021年3月のChallengeラヂオ終了以降、平日夜の生放送番組が編成されていないため休止中だが、夜のスポーツ情報はV・A・D weekend（金曜）の1コーナー「Latest Updates」に内包される形で存在している。

「DRIVE & WEATHER INFORMATION」
- 平日の朝に1回放送。
- 内容は「TRAFIC INFORMATION」「WEATHER INFORMATION」を続けたもの。
- ジングルは、エフエム九州時代の「DRIVE & WEATHER」のジングルを使用。

### heavy rotation
毎月、洋楽・邦楽から一曲ずつ選び、番組などで集中的にオンエアする。毎月1日更新。

### RECOMMEND TRACKS
毎月、邦楽を中心に数曲ずつ選び、番組などで集中的にオンエアする。毎月1日更新。
かつてはgreen recommendと呼ばれていたが、2018年10月の番組ロゴ・ジングル変更時に現在の名称に変更された。

### 堀江貴文 Special Program ホリスペ！
2023年9月にCROSS FM会長に就任した堀江がナビゲーターを務めるスペシャルプログラム。月1回放送。
| 回 | 放送日 放送時間                              | テーマ                                      | ナビゲーター | スタジオ | 内容   |
| -- | -------------------------------------------- | ------------------------------------------- | --- | --- | ------ |
| 1  | 2023年12月18日 8:00 - 32:00（12月19日 8:00） | （24時間ラジオ）                            | 信川竜太を除くCROSS FMナビゲーター全員 | MARK IS 福岡ももち / ベイサイドプレイス博多                                                                   | [ 29 ] |
| 2  | 2024年1月16日 8:00 - 14:00                   | 北九州下関フェニックス                      | コウズマユウタ | 北九州本社 | [ 30 ] |
| 3  | 2024年2月18日 13:00 - 17:00                  | 夢                                          | 八木徹 | ゾンクホテル（ベイサイド）                                                                                    | [ 31 ] |
| 4  | 2024年3月15日 13:00 - 19:00                  | SDG's                                       | 坂口カンナ | ゾンクホテル（ベイサイド）                                                                                    | [ 32 ] |
| 5  | 2024年4月11日 13:00 - 19:00                  | NEW                                         | コウズマユウタ | ゾンクホテル（ベイサイド）                                                                                    |        |
| 6  | 2024年12月27日 5:00 - 29:00（12月28日 5:00） | ホリエモンとみんなのラジオ （24時間ラジオ） | - Navigator ：堀江貴文 - 信川竜太（5:00 - ） - 八木徹（7:00 - ） - 栗田善太郎（9:00 - ） - ふじ子＆honey（10:00 - ） - あびる＆nama©（11:00 - ） - 松下由依＆鶴田弥生（14:00 - ） - コウズマユウタ（17:00 - ） - 相越久枝（21:00 - ） - 岡部来亜（26:00 - ） | ゾンクホテルスタジオ（5:00 - 11:00、25:30 - 29:00） MARK IS 福岡ももち グームホテル スタジオ（11:00 - 21:00） |        |

## 現在放送中の番組とナビゲーター
※以下の番組は2025年4月現在の編成。
★はCROSS FM 北九州ダイハツ販売スタジオ（小倉・本社）から放送の番組。☆はゾンクホテルスタジオ（博多）から放送の番組。○はグームホテルスタジオ（ももち）から放送の番組。

### 平日
| 時 | 分 | 月曜 | 火曜 | 水曜 | 木曜 | 金曜                                                                |
| -- | -- | --- | --- | --- | --- | ------------------------------------------------------------------- |
| 5  | 00 | 5:00 music forest 最終金曜 5:54 - 57 番組審議会便り                                                                                                  | 5:00 music forest 最終金曜 5:54 - 57 番組審議会便り                                                                                                  | 5:00 music forest 最終金曜 5:54 - 57 番組審議会便り                                                                                                  | 5:00 music forest 最終金曜 5:54 - 57 番組審議会便り                                                                                                  | 5:00 music forest 最終金曜 5:54 - 57 番組審議会便り                 |
| 6  | 00 | 5:00 music forest 最終金曜 5:54 - 57 番組審議会便り                                                                                                  | 5:00 music forest 最終金曜 5:54 - 57 番組審議会便り                                                                                                  | 5:00 music forest 最終金曜 5:54 - 57 番組審議会便り                                                                                                  | 5:00 music forest 最終金曜 5:54 - 57 番組審議会便り                                                                                                  | 5:00 music forest 最終金曜 5:54 - 57 番組審議会便り                 |
| 6  | 30 | 6:30 ☆NEWSIC - 信川竜太 | 6:30 ☆NEWSIC - 信川竜太 | 6:30 ☆NEWSIC - 信川竜太 | 6:30 ☆NEWSIC - 信川竜太 | 6:30 ☆CHEER UP! FRIDAY - 嶋田和孝                                   |
| 7  | 00 | 6:30 ☆NEWSIC - 信川竜太 | 6:30 ☆NEWSIC - 信川竜太 | 6:30 ☆NEWSIC - 信川竜太 | 6:30 ☆NEWSIC - 信川竜太 | 6:30 ☆CHEER UP! FRIDAY - 嶋田和孝                                   |
| 8  | 00 | 6:30 ☆NEWSIC - 信川竜太 | 6:30 ☆NEWSIC - 信川竜太 | 6:30 ☆NEWSIC - 信川竜太 | 6:30 ☆NEWSIC - 信川竜太 | 6:30 ☆CHEER UP! FRIDAY - 嶋田和孝                                   |
| 9  | 00 | 9:00 グームホテル presents music forest ▽9:44,10:44,11:44 MUSIC ENCOUNTER - コウズマユウタ ▽12:30 - 12:53（月）藤乃の『手話でつながる大実験』 - 藤乃 | 9:00 グームホテル presents music forest ▽9:44,10:44,11:44 MUSIC ENCOUNTER - コウズマユウタ ▽12:30 - 12:53（月）藤乃の『手話でつながる大実験』 - 藤乃 | 9:00 グームホテル presents music forest ▽9:44,10:44,11:44 MUSIC ENCOUNTER - コウズマユウタ ▽12:30 - 12:53（月）藤乃の『手話でつながる大実験』 - 藤乃 | 9:00 グームホテル presents music forest ▽9:44,10:44,11:44 MUSIC ENCOUNTER - コウズマユウタ ▽12:30 - 12:53（月）藤乃の『手話でつながる大実験』 - 藤乃 | 6:30 ☆CHEER UP! FRIDAY - 嶋田和孝                                   |
| 10 | 00 | 9:00 グームホテル presents music forest ▽9:44,10:44,11:44 MUSIC ENCOUNTER - コウズマユウタ ▽12:30 - 12:53（月）藤乃の『手話でつながる大実験』 - 藤乃 | 9:00 グームホテル presents music forest ▽9:44,10:44,11:44 MUSIC ENCOUNTER - コウズマユウタ ▽12:30 - 12:53（月）藤乃の『手話でつながる大実験』 - 藤乃 | 9:00 グームホテル presents music forest ▽9:44,10:44,11:44 MUSIC ENCOUNTER - コウズマユウタ ▽12:30 - 12:53（月）藤乃の『手話でつながる大実験』 - 藤乃 | 9:00 グームホテル presents music forest ▽9:44,10:44,11:44 MUSIC ENCOUNTER - コウズマユウタ ▽12:30 - 12:53（月）藤乃の『手話でつながる大実験』 - 藤乃 | 6:30 ☆CHEER UP! FRIDAY - 嶋田和孝                                   |
| 11 | 00 | 9:00 グームホテル presents music forest ▽9:44,10:44,11:44 MUSIC ENCOUNTER - コウズマユウタ ▽12:30 - 12:53（月）藤乃の『手話でつながる大実験』 - 藤乃 | 9:00 グームホテル presents music forest ▽9:44,10:44,11:44 MUSIC ENCOUNTER - コウズマユウタ ▽12:30 - 12:53（月）藤乃の『手話でつながる大実験』 - 藤乃 | 9:00 グームホテル presents music forest ▽9:44,10:44,11:44 MUSIC ENCOUNTER - コウズマユウタ ▽12:30 - 12:53（月）藤乃の『手話でつながる大実験』 - 藤乃 | 9:00 グームホテル presents music forest ▽9:44,10:44,11:44 MUSIC ENCOUNTER - コウズマユウタ ▽12:30 - 12:53（月）藤乃の『手話でつながる大実験』 - 藤乃 | 6:30 ☆CHEER UP! FRIDAY - 嶋田和孝                                   |
| 12 | 00 | 9:00 グームホテル presents music forest ▽9:44,10:44,11:44 MUSIC ENCOUNTER - コウズマユウタ ▽12:30 - 12:53（月）藤乃の『手話でつながる大実験』 - 藤乃 | 9:00 グームホテル presents music forest ▽9:44,10:44,11:44 MUSIC ENCOUNTER - コウズマユウタ ▽12:30 - 12:53（月）藤乃の『手話でつながる大実験』 - 藤乃 | 9:00 グームホテル presents music forest ▽9:44,10:44,11:44 MUSIC ENCOUNTER - コウズマユウタ ▽12:30 - 12:53（月）藤乃の『手話でつながる大実験』 - 藤乃 | 9:00 グームホテル presents music forest ▽9:44,10:44,11:44 MUSIC ENCOUNTER - コウズマユウタ ▽12:30 - 12:53（月）藤乃の『手話でつながる大実験』 - 藤乃 | 12:00 ☆FRIDAY SPECIAL BAYSIDE SHOCK - honey、とんこっちゃん・ふじ子 |
| 13 | 00 | 13:00 ★DAY+ - 立山律子 | 13:00 ★DAY+ - 立山律子 | 13:00 ★DAY+ - 立山律子 | 13:00 ★DAY+ - 立山律子 | 12:00 ☆FRIDAY SPECIAL BAYSIDE SHOCK - honey、とんこっちゃん・ふじ子 |
| 14 | 00 | 13:00 ★DAY+ - 立山律子 | 13:00 ★DAY+ - 立山律子 | 13:00 ★DAY+ - 立山律子 | 13:00 ★DAY+ - 立山律子 | 12:00 ☆FRIDAY SPECIAL BAYSIDE SHOCK - honey、とんこっちゃん・ふじ子 |
| 15 | 00 | 13:00 ★DAY+ - 立山律子 | 13:00 ★DAY+ - 立山律子 | 13:00 ★DAY+ - 立山律子 | 13:00 ★DAY+ - 立山律子 | 12:00 ☆FRIDAY SPECIAL BAYSIDE SHOCK - honey、とんこっちゃん・ふじ子 |
| 16 | 00 | 13:00 ★DAY+ - 立山律子 | 13:00 ★DAY+ - 立山律子 | 13:00 ★DAY+ - 立山律子 | 13:00 ★DAY+ - 立山律子 | 16:00 BREAK TIME - 黒田卓海                                         |
| 16 | 30 | 13:00 ★DAY+ - 立山律子 | 13:00 ★DAY+ - 立山律子 | 13:00 ★DAY+ - 立山律子 | 13:00 ★DAY+ - 立山律子 | 16:30 ○MISHMASH FRIDAY -金ズマ- - コウズマユウタ                    |
| 17 | 00 | 17:00 ゾンクホテル presents music forest ▽18:45 MUSIC ENCOUNTER - コウズマユウタ                                                                     | 17:00 ゾンクホテル presents music forest ▽18:45 MUSIC ENCOUNTER - コウズマユウタ                                                                     | 17:00 ゾンクホテル presents music forest ▽18:45 MUSIC ENCOUNTER - コウズマユウタ                                                                     | 17:00 ゾンクホテル presents music forest ▽18:45 MUSIC ENCOUNTER - コウズマユウタ                                                                     | 16:30 ○MISHMASH FRIDAY -金ズマ- - コウズマユウタ                    |
| 18 | 00 | 17:00 ゾンクホテル presents music forest ▽18:45 MUSIC ENCOUNTER - コウズマユウタ                                                                     | 17:00 ゾンクホテル presents music forest ▽18:45 MUSIC ENCOUNTER - コウズマユウタ                                                                     | 17:00 ゾンクホテル presents music forest ▽18:45 MUSIC ENCOUNTER - コウズマユウタ                                                                     | 17:00 ゾンクホテル presents music forest ▽18:45 MUSIC ENCOUNTER - コウズマユウタ                                                                     | 16:30 ○MISHMASH FRIDAY -金ズマ- - コウズマユウタ                    |
| 19 | 00 | 17:00 ゾンクホテル presents music forest ▽18:45 MUSIC ENCOUNTER - コウズマユウタ                                                                     | 17:00 ゾンクホテル presents music forest ▽18:45 MUSIC ENCOUNTER - コウズマユウタ                                                                     | 17:00 ゾンクホテル presents music forest ▽18:45 MUSIC ENCOUNTER - コウズマユウタ                                                                     | 17:00 ゾンクホテル presents music forest ▽18:45 MUSIC ENCOUNTER - コウズマユウタ                                                                     | 16:30 ○MISHMASH FRIDAY -金ズマ- - コウズマユウタ                    |
| 19 | 51 | 19:51 Power of Message －コトバのチカラ－（創価学会提供）                                                                                            | 19:51 Power of Message －コトバのチカラ－（創価学会提供）                                                                                            | 19:51 Power of Message －コトバのチカラ－（創価学会提供）                                                                                            | 19:51 Power of Message －コトバのチカラ－（創価学会提供）                                                                                            | 19:51 Power of Message －コトバのチカラ－（創価学会提供）           |
| 20 | 00 | 20:00 仍世・ひのこのBARIKATA ROCK! - 長友仍世 、ひのもとめぐる                                                                                       | 20:00 music forest | 20:00 サシデガタリ - コウズマユウタ | 20:00 BAD KNee RADIO!! - 松隈ケンタ | 20:00 ☆V・A・D weekend - MASAKI                                     |
| 21 | 00 | 21:00 藤野英人とサチンのDeep Dive Talk - 藤野英人、サチン・チョードリー                                                                              | 21:00 ガーシー&クワといっしょ - ガーシー、桑原彰 | 21:00 music forest | 21:00 music forest | 20:00 ☆V・A・D weekend - MASAKI                                     |
| 21 | 30 | 21:30 music forest | 21:00 ガーシー&クワといっしょ - ガーシー、桑原彰 | 21:00 music forest | 21:00 music forest | 20:00 ☆V・A・D weekend - MASAKI                                     |
| 22 | 00 | 21:30 music forest | 22:00 music forest | 21:00 music forest | 21:00 music forest | 20:00 ☆V・A・D weekend - MASAKI                                     |
| 22 | 30 | 22:30 MUSIC ENCOUNTER - コウズマユウタ | 22:30 MUSIC ENCOUNTER - コウズマユウタ | 22:30 MUSIC ENCOUNTER - コウズマユウタ | 22:30 MUSIC ENCOUNTER - コウズマユウタ | 20:00 ☆V・A・D weekend - MASAKI                                     |
| 22 | 44 | 22:44 堀江貴文演歌デビュー応援プログラム ホリエモン チョメチョメの時間 - コウズマユウタ                                                              | 22:44 堀江貴文演歌デビュー応援プログラム ホリエモン チョメチョメの時間 - コウズマユウタ                                                              | 22:44 堀江貴文演歌デビュー応援プログラム ホリエモン チョメチョメの時間 - コウズマユウタ                                                              | 22:44 堀江貴文演歌デビュー応援プログラム ホリエモン チョメチョメの時間 - コウズマユウタ                                                              | 20:00 ☆V・A・D weekend - MASAKI                                     |
| 23 | 00 | 23:00 Wellness presents Dr.中田 The Well-being - 中田航太郎                                                                                          | 23:00 music forest | 23:00 music forest | 23:00 music forest | 23:00 RADIO◎CONNECTOR - 相越久枝                                    |
| 23 | 30 | 23:30 GFA presents Rain Tree ミームの森 - Rain Tree                                                                                                  | 23:00 music forest | 23:00 music forest | 23:00 music forest | 23:00 RADIO◎CONNECTOR - 相越久枝                                    |
| 0  | 00 | 0:00 ソナーポケット eyeron の “lockeye” - ソナーポケット eyeron、コウズマユウタ                                                                      | 23:00 music forest | 0:00 田中渓 LIFESTYLE BLUEPRINT - 田中渓 | 23:00 music forest | 0:00 ワンダフル・カーライフ - 岡部来亜                              |
| 0  | 30 | 0:00 ソナーポケット eyeron の “lockeye” - ソナーポケット eyeron、コウズマユウタ                                                                      | 23:00 music forest | 0:30 music forest | 23:00 music forest | 0:30 music forest                                                   |
| 1  | 00 | 1:00 music forest | 1:00 music forest | 1:00 music forest | 1:00 music forest | 1:00 music forest                                                   |
| 2  | 00 | 1:00 music forest | 1:00 music forest | 1:00 music forest | 1:00 music forest | 1:00 music forest                                                   |
| 3  | 00 | 1:00 music forest | 1:00 music forest | 1:00 music forest | 1:00 music forest | 1:00 music forest                                                   |
| 4  | 00 | 1:00 music forest | 1:00 music forest | 1:00 music forest | 1:00 music forest | 1:00 music forest                                                   |

### 週末
| 時 | 分 | 土曜 | 日曜                                                                                  |
| -- | -- | --- | ------------------------------------------------------------------------------------- |
| 5  | 00 | 5:00 music forest                                                                                                | 5:00 music forest                                                                     |
| 6  | 00 | 6:00 BUY NOW | 5:00 music forest                                                                     |
| 6  | 14 | 6:14 music forest                                                                                                | 5:00 music forest                                                                     |
| 6  | 44 | 6:44 北九州 One Day Design Presents 人生の土台をつくる 「ウェルネスWAVE」 - 矢野耕二・岡部来亜                   | 5:00 music forest                                                                     |
| 7  | 00 | 7:00 ☆Brandnew! Saturday - 相越久枝                                                                              | 7:00 ★Brandnew! Sunday - 鶴田弥生                                                     |
| 8  | 00 | 7:00 ☆Brandnew! Saturday - 相越久枝                                                                              | 7:00 ★Brandnew! Sunday - 鶴田弥生                                                     |
| 9  | 00 | 7:00 ☆Brandnew! Saturday - 相越久枝                                                                              | 7:00 ★Brandnew! Sunday - 鶴田弥生                                                     |
| 10 | 00 | 10:00 グームホテル presents こんまり 近藤麻理恵のときめきラジオ - 近藤麻理恵                                     | 10:00 music forest                                                                    |
| 11 | 00 | 11:00 冨永裕輔のなんでもゆーすけ! - 冨永裕輔                                                                     | 11:00 やまやコミュニケーションズ presenta 紘毅の「日曜日はウタ好キ」 - 紘毅、川瀬良子 |
| 11 | 30 | 11:00 冨永裕輔のなんでもゆーすけ! - 冨永裕輔                                                                     | 11:30 ◯CROSS COUNTDOWN RADIO - コウズマユウタ                                         |
| 12 | 00 | 12:00 ○TAKE IT EASY - MASAKI、岡部来亜                                                                           | 11:30 ◯CROSS COUNTDOWN RADIO - コウズマユウタ                                         |
| 13 | 00 | 12:00 ○TAKE IT EASY - MASAKI、岡部来亜                                                                           | 11:30 ◯CROSS COUNTDOWN RADIO - コウズマユウタ                                         |
| 14 | 00 | 12:00 ○TAKE IT EASY - MASAKI、岡部来亜                                                                           | 14:00 music forest                                                                    |
| 15 | 00 | 12:00 ○TAKE IT EASY - MASAKI、岡部来亜                                                                           | 14:00 music forest                                                                    |
| 16 | 00 | 16:00 music forest                                                                                               | 14:00 music forest                                                                    |
| 17 | 00 | 17:00 EYEVAN Presents blank verse - 栗田善太郎                                                                   | 17:00 KITAKYU JAZZ STREET＋ - 椎葉ユウ、窪み                                          |
| 18 | 00 | 18:00 music forest                                                                                               | 18:00 UR LIFESTYLE COLLEGE※1 - 吉岡里帆                                               |
| 19 | 00 | 19:00 MUSIC AMP - 栗田善太郎                                                                                     | 19:00 meiji FUTURE IS OURS ※2 - 長谷川ミラ                                            |
| 19 | 30 | 19:00 MUSIC AMP - 栗田善太郎                                                                                     | 19:30 ☆アニチュン - あびる、nama©                                                     |
| 20 | 00 | 19:00 MUSIC AMP - 栗田善太郎                                                                                     | 19:30 ☆アニチュン - あびる、nama©                                                     |
| 21 | 00 | 21:00 Super Euro Drive - DJ BOSS、あびる（fromアニチュン）                                                       | 19:30 ☆アニチュン - あびる、nama©                                                     |
| 22 | 00 | 22:00 MUSIC BLOOM ※3- Shin Sakiura、Rachel（Chelmico）                                                           | 22:00 CROSS FM Reboot Program〜マンガ編集者 佐渡島庸平の福岡を味わう- 佐渡島庸平      |
| 22 | 30 | 22:30 ミツバッチのブンブンブンブン! - れいこ、ミツバッチガールズ（まいか、まどか、かずは）、りゅうせい、澤田拓郎 | 22:00 CROSS FM Reboot Program〜マンガ編集者 佐渡島庸平の福岡を味わう- 佐渡島庸平      |
| 23 | 00 | 23:00 music forest                                                                                               | 23:00 music forest                                                                    |
| 0  | 00 | 0:00 大名CONNECT - nattu                                                                                         | 0:00 放送休止                                                                         |
| 1  | 00 | 1:00 BUSINESS NEWS CLOUD - 田中博文、後藤朋子 ※4（第1週） music forest（第1週以外）                              | 0:00 放送休止                                                                         |
| 1  | 30 | 1:30 music forest                                                                                                | 0:00 放送休止                                                                         |
| 2  | 00 | 1:30 music forest                                                                                                | 0:00 放送休止                                                                         |
| 3  | 00 | 1:30 music forest                                                                                                | 0:00 放送休止                                                                         |
| 4  | 00 | 1:30 music forest                                                                                                | 0:00 放送休止                                                                         |

- ※1 J-WAVE制作、ZIP-FM、FM802、FM NORTH WAVEとのJFL5局ネット。
- ※2 J-WAVE制作、ZIP-FM、FM NORTH WAVEとのJFL4局とFM COCOLOとの全5局ネット。
- ※3 J-WAVE制作、ZIP-FMとのJFL3局ネット。
- ※4 FM NORTH WAVE制作、同局とのJFL2局ネット。

3か月に1回、タイムテーブルを発行している。本社スタジオやベイサイドプレイス博多1階、主要CDショップなどで手に入る。福岡県内はもちろん、佐賀・熊本・大分・下関にも配布店舗がある。

## 終了した番組
平日朝
- morning gate（2008年10月 - 2014年3月、月曜 - 金曜 7:00 - 10:00） - 元木哲三
- 電波活力戦隊デンカツジャー（2014年4月 - 2017年9月、月曜 - 金曜 7:00 - 10:00） - デンカツレッド

平日午前
- green life（2008年10月 - 2014年3月、月曜 - 金曜 10:00 - 14:00） - 立山律子
- SWITCH!!（2014年4月 - 2017年9月、月曜 - 木曜 10:00 - 14:00） - 小坂真琴、MASAKI、栗田善太郎
- UP↑UP（2017年10月-2025年2月、月曜-木曜9:00-12:53）-八木徹、小坂真琴、桜美奈、坂口カンナ、コウズマユウタ、岡部来亜、honey、田中菜津美、岡本啓、秋吉優花（HKT48）

平日昼
- Yukipedia（2013年10月 - 2018年3月、月曜 12:00 - 15:00） - 西川友紀子
- Yu-kipedia（2016年1月 - 2018年3月、水曜 12:00 - 15:00） - 小柳有紀
- Maipedia（2017年10月 - 2018年9月、月曜 - 火曜 12:00 - 15:00） - もりいまい
- Minapedia（2017年10月 - 2018年9月、水曜 - 木曜 12:00 - 15:00） - 桜美奈
- BOUNCE BEAT（2018年10月 - 2021年3月、月 - 木曜 12:00 - 15:00） - 椎葉ユウ、もりいまい
- DHC Lifestyle Council（2016年10月 - 2021年7月、月 - 金曜 12:43 - 13:00） - 竹仲絵里（DHC提供）

平日午後
- somewhere something（2008年10月 - 2010年3月、月曜 - 木曜 13:00 - 17:00） - 相越久枝、栗田善太郎
- combo master（2010年4月 - 2013年9月、月曜 - 木曜 14:00 - 17:00） - 相越久枝
- Natsupedia（2016年1月 - 2017年9月、火曜 14:00 - 16:30） - 米谷奈津子

平日夕方
- Tenjin collection（2008年10月 - 2009年3月、月曜 - 木曜 17:00 - 18:00） - フクムス
- TOGGY'S T.T.（2008年10月 - 2014年3月、月曜 - 木曜 17:00 - 20:00） - TOGGY
- URBAN DUSK（2017年10月-2025年1月、月曜-木曜17:00-19:51）-栗田善太郎

平日夜
- Groove Train（2011年4月 - 2014年3月、木曜 20:00 - 23:00） - MASAKI
- アシタノオト（2020年10月 - 2021年3月、月 - 木曜 20:00 - 21:00） - 小坂真琴
- キラリ、星空キャンプ場（2021年4月5日 - 2022年12月26日、月曜  20:00 - 21:00）
- 椎葉ゼミナール - 椎葉ユウ（2021年4月8日 - 2022年12月29日、木曜  20:00 - 21:00）
- Challenge ラヂヲ（2009年4月 - 2021年3月、月 - 木曜 21:00 - 23:00） - コウズマユウタ
- 3年C組 タモガミ先生!（2018年1月1日 - 2023年2月27日、月曜 22:00 - 23:00） - 田母神俊雄、中馬祥子、堀之内優
- WATA U DOING?（2019年 - 2023年12月27日、水曜 21:00 - 21:30） - 原田ひろたろう[注 18]
- Love a la mode（2023年1月4日 - 3月29日、水曜 21:30 - 23:30） - 倉田真由美
- Quiet Jam（2023年1月5日 - 2023年3月23日、木曜 22:00 - 22:30） - ジーナ・マナクサ
- CROSS FM Reboot Program 小あきないラジオ（? - 2025年1月、木曜 21:00 - 22:00） - 三戸政和、田中慎也
- CROSS FM Reboot Program Real World, Real Impact（2024年2月26日 - 2025年3月17日、月曜 21:00 - 22:00） - 大出整

平日深夜
- DJ POCKY's Dream Night（2019年7月 - 2020年8月、月曜 - 木曜 24:00 - 24:10、日曜 23:00 - 23:10） - DJ POCKY
- ♯オルガン坂生徒会・課外活動（2019年8月 - 2020年9月、月 - 木曜 24:00 - 25:00） - 小坂真琴
- My Favorite Night “Sound Delivery（2014年5月 - 2016年3月、月曜 24:30 - 25:30、火曜 - 金曜 24:00 - 25:30） - ほたるゲンジ、宮脇理恵子、森ゆめな
- night kit（2011年4月 - 2017年9月、月曜 24:00 - 24:30） - honey、古賀真菜美

金曜日
- friday special part1 〜Relax & Renew〜（2008年10月 - 2009年3月、金曜 10:00 - 15:00） - 山本真理子
- FRIDAY SPECIAL BAYSIDE FESTIVAL（2014年4月 - 2017年9月、金曜 10:00 - 16:00） - 栗田善太郎、桜美奈
- 九州お取り寄せ本舗 presents おいしい時間（2021年1月 - 2021年12月、金曜 11:47 - 12:00） - 中嶋順子
- friday special ～amigo amigo!!～（2009年4月 - 2011年3月、金曜14:00 - 20:00） - 栗田善太郎、ルーシー
- friday special 〜THE PRESIDENTS〜（2011年4月 - 2014年3月、金曜 14:00 - 20:00） - TOGGY、栗田善太郎
- friday special part2 〜T.T. PREMIUM〜（2008年10月 - 2010年3月、金曜 15:00 - 20:00） - TOGGY
- NOBUKAWA SPORTS（2009年4月 - 2017年9月、金曜 20:00 - 23:00）   - 信川竜太
- D.I.'s 'RADIO' room 106（2008年10月 - 2009年7月、金曜 23:00 - 24:00） - 今井大介
- 175R SHOGOの青春馬鹿野郎!!（2009年8月 - 2010年3月、金曜 23:00 - 24:00） - SHOGO（175R）
- Precious Words Hall Of Fame -コトバの殿堂-（2008年10月 - 2011年3月、金曜 24:00 - 24:10）
- PragueのPrivate Planet（ - 2011年6月、金曜23:00 - 24:00）- Prague
- 近藤晃央のKOTOBA HZ（言葉ヘルツ）（2013年4月 - 2013年6月、金曜23:00 - 24:00）- 近藤晃央
- LOUNGE GOLD（2008年10月 - 2008年11月、金曜 24:00 - 24:30）
- ▲Do!! Rock（2007年4月 - 2011年6月、金曜24:00 - 25:00） - 浅山さとみ
- 山本彩 カケル（2019年8月 - 2021年3月、金曜 24:00 - 25:00） - 山本彩
- ▲ケイタクのラジオ三昧（2004年4月 - 2011年1月、金曜 24:30 - 25:00） - ケイタク

土曜日
- weekend buzz（2008年10月 - 2010年3月、土曜 7:00 - 11:00） - 立山律子
- indigo blue（2010年4月 - 2011年3月、土曜 7:00 - 12:00） - Takako
- Channel NOA（2010年1月 - 2010年3月、土曜 11:00 - 12:00） - ルーシー（フジ医療器提供）
- 旬感通信 ふくおかまるかじりっ!（2011年7月 - 2015年7月、土曜 11:00 - 12:00） - 西川友紀子
- Tenjin special（2008年10月 - 2009年3月、土曜 12:00 - 16:00） - ナオト
- HI! Calorie（2009年4月 - 2014年4月、土曜 12:00 - 16:00） - 八木徹、小坂真琴
- On the road（2016年10月 - 2021年7月、土曜 15:00 - 17:00） - 青山繁晴、西本淑子（DHC提供）
- “SHIHO”のリアル・トーク（2014年2月 - 2014年7月、土曜 16:00 - 16:30） - SHIHO
- GO!GO!5ジ! SHOGO（2021年4月 - 2022年3月、土曜 17:00 - 18:00） - 175R・SHOGO（キンライサー提供）
- ▲AIR CRUISIN'（2005年10月 - 2010年3月、土曜 18:00 - 19:00） - 池森秀一
- LADY STUDY GO☆（2009年4月 - 2011年3月、土曜 18:00 - 22:00） - 相越久枝
- K-story（2016年4月 - 2019年3月、土曜 18:00 - 19:00） - 古家正亨
- 高田由香 Here!（2019年9月 - 2020年8月、土曜 18:00 - 19:00） - 高田由香
- 新韓流NOW（2019年4月 - 2020年3月、土曜 18:30 - 19:00） - 古家正亨（韓国観光公社提供）
- 深発見KOREA（2020年4月 - 2021年3月、土曜 18:30 - 19:00） - 古家正亨（韓国観光公社提供）
- これ韓～あなたもこれで韓国通～（2021年4月 - 2022年3月、土曜 18:30 - 19:00） - 古家正亨（韓国観光公社提供）
- Sentir Saudade! - 野下史織（2022年4月2日 - 2022年12月31日、土曜 18:30 - 20:00）
- 堀江淳と沖直実の Jun For You - 堀江淳、沖直実（2023年1月7日 - 3月25日、土曜 18:30 - 20:00）
- Books & Music 哲三堂（2014年4月 - 2017年9月、土曜 19:00 - 21:00） - 元木哲三
- THE FAMOUS RECORDING（2017年10月 - 2019年3月、土曜 19:00 - 20:00） - yadge
- MT/MR（2019年1月 - 3月、2021年1月 - 3月、土曜 19:00 - 19:30） - 椎葉ユウ（MTデザイン株式会社提供）
- ももちひろこのロコカフェ（2010年10月 - 2011年3月、土曜 22:00 - 23:00） - ももちひろこ
- 夏子でゴメン（2010年4月 - 2010年9月、土曜 22:00 - 23:00） - 近藤夏子
- MUZIK HEADS（2010年4月 - 2010年9月、土曜 24:00 - 25:00） - コウズマユウタ
- PE'Zのサタデーナイトラジオ（2009年4月 - 2014年3月、土曜 23:00 - 24:00） - PE'Z
- COOL FAMILY PRESENTS KMCのSUPER RADIO SPEAKER（2008年10月 - 2009年3月、土曜 24:00 - 25:00） - KMC
- ▲CROSS POP BEAT（2002年10月 - 2010年3月、土曜 24:00 - 26:00） - 今泉圭姫子
- Radio King ～King Of Diggyin' Mixx Show～（2010年4月 - 2011年3月、第1土曜 24:00 - 25:00） - MURO
- Aladdin バカヤローRadio!（2010年10月 - 2020年10月、土曜 24:00 - 26:00） - クワトロ大尉、セニョール納富、honey、凛
- Cool Jam（2023年1月1日 - 3月26日、土曜 22:00 - 23:00・日曜 23:00 - 24:00） - 森山茂樹
- A HARD CORE NIGHT（2021年4月3日 - 2023年3月25日、土曜 24:00 - 25:00） - 肉食アニマル、SECIL GOGGLE、夏鈴
- GROW!～ I Don't Like Mondays.YUの'大人のレシピ' （2023年1月 - 2024年3月、土曜 17:00 - 18:00） - I Don't Like Mondays.[注 19]
- eスポーツラジオ（2024年1月 - 2024年3月、土曜 18:00 - 19:00）- 三角英恵、RayChil
- H ZETT M ～HAPPY SATURDAY NIGHT～ （2014年4月5日 - 2024年3月30日[注 20]、土曜 23:00 - 24:00） - ヒイズミマサユ機
- 西田商運 歌謡モーニング（2024年6月1日 - 2024年7月27日、土曜 6:14 - 6:44） - 門馬良、ザ・ピンチーズ
- X MAGIC（2024年6月1日 - 2025年3月29日、土曜 18:00 - 19:00）- 軽部政治、宮崎香子
- SAUNA HOUSE, 明治産業 presents サウナが恋人（2024年7月6日 - 2024年9月28日、土曜 22:30 - 23:00） - 梅村和利、ザック井上和久、りこ

日曜日
- green drive（2008年10月 - 2014年3月、日曜 7:00 - 11:00） - ルーシー
- RAGTIME LIFE（2011年1月 - 2016年3月、日曜 11:30 - 12:00） - suzumoku
- SMILE mama HOLIDAY!（2016年4月 - 2016年12月、日曜 11:30 - 12:00） - ROCO
- JK super radio show（2008年10月 - 2010年3月、日曜 12:00 - 14:40） - 北野"JK"順一
- COUNT DOWN KYUSHU TOP40（2010年4月 - 2010年9月、日曜 12:00 - 16:00） - コウズマユウタ 
  - その後半年間「SUNDAY RADIO SHOW ～九州のTSUBO～」にCOUNT DOWN KYUSHU TOP10として内包
- SUNDAY RADIO SHOW ～九州のTSUBO～（2010年10月 - 2011年3月、日曜 12:00 - 16:00） - コガ☆アキ、コウズマユウタ
- Presen Marche（2014年4月 - 2017年4月、日曜 12:00 - 16:00） - 相越久枝、コウズマユウタ
- ▲KYUDEN J-POP POWER COUNTDOWN（1993年9月 - 2010年3月、日曜 14:40 - 16:00） - 北野"JK"順一
- 渋谷で2時〜Shibuya Rainbow〜 - 小林克也（2019年8月4日 - 2023年3月26日、日曜 14:00 - 16:00）
- POCKYのK's WAVE（2013年4月 - 2020年8月、日曜 16:00 - 18:00） - DJ POCKY、坂口カンナ（霧島酒造提供）
- Music Jam（2020年8月 - 2021年9月、日曜 16:00 - 17:00） - DJ POCKY
- ASIENCE SPIRIT OF ASIA（2009年4月 - 2011年3月、日曜 18:00 - 19:00） - 金子奈緒（花王提供）
- 丸藤 presents ISEKI・藤田大吾のミュージックエナジー（2017年4月 - 2017年9月、日曜1 9:00 - 19:30） - ISEKI、藤田大吾
- 北九魂 -KITAKYU SPIRIT-（2009年4月 - 2015年3月、日曜 19:30 - 23:00） - 鶴田弥生
- CROSS i（2015年4月 - 2017年9月、日曜 19:30 - 23:00） - 鶴田弥生
- Challenge ラヂヲ Sunday（2017年10月 - 2021年3月、日曜 19:00 - 22:00） - カイラ、松雪まなみ
- OMOLO SUNDAY（2021年4月 - 2021年9月、日曜 19:00 - 22:00） - カイラ、松雪まなみ
- RADIO KICKS!（2008年10月 - 2012年9月、日曜 23:00 - 24:00） - 辻詩音
- JUMP OVER（2018年4月 - 2019年3月、日曜 23:00 - 23:54） - 松居大悟
- City Breeze（2023年1月1日 - 2023年3月26日、日曜 21:30 - 23:00） - 黒住憲五、今井優子
- CITY POP REVIEW（2021年4月26日 - 2023年10月29日、日曜 7:00 - 8:00[注 21]） - 坂口カンナ
- Drive-in Beats（2023年4月2日 - 2023年10月29日、日曜 14:00 - 16:00） - 立山律子
- Sunday Night JAZZ（2023年4月2日 - 2023年10月29日、日曜 22:00 - 24:00） - honey
- ホリサン（2024年5月12日 - 2025年1月26日、日曜 14:00 - 15:00） - 堀江貴文
- KITA9PR部のキタナビ!（2019年 - 2025年3月23日、日曜 10:00 - 11:00） - KITA9PR部

その他
- GAKU-MCの"ガク問ノススメ"（2009年10月、月曜 20:00 - 21:00） - GAKU-MC
- 松下優也の裏事情（2008年12月 - 2009年12月、2010年5月 - 2010年7月、月曜 23:00 - 24:00） - 松下優也
- monthly sunday special SOUND DISCOVERY RETURNS（2009年8月、日曜 16:00 - 17:00） - 佐藤竹善、塩谷哲（SALT & SUGAR）
- monthly special program 毛皮のマリーズ 志磨遼平のHello Mary Lou（2010年10月、月曜 23:00 - 24:00） - 志磨遼平
- monthly special program オカモトズに夢中（2010年11月、月曜 23:00 - 24:00） - OKAMOTO'S
- monthly special program 沢井美空の～私、今日、ラジオ始めました～（2011年5月、月曜 23:00 - 24:00） - 沢井美空
- monthly special program back numberのbig thunder baumkuchen（2011年6月、月曜 23:00 - 24:00） - back number
- たんこぶちんたいむ（2013年4月 - 2014年9月、月曜 23:00 - 24:00） - たんこぶちん
- ELLiのレインボーパンチ（2014年10月 - 2014年12月、月曜 23:00 - 24:00） - ELLi
- X4の裏事情（2015年8月 - 2016年3月、月曜 23:00 - 24:00） - X4
- Me-colorful night（2009年?月 - 2010年5月、月曜 24:30 - 25:00） - MIKAKO（CHELL）
- MEET THE BEATS（?  - 2009年6月、火曜 23:00 - 24:00） - ミトカツユキ
- 夏子でゴメン…R!（2011年6月、火曜 23:00 - 24:00） - 近藤夏子
- Sonar Pocket のガチニスタradio!～from eyeron～（2016年3月 - 2017年3月、2018年3月 - 2018年8月、火曜 23:00 - 24:00） - eyeron（Sonar Pocket）
- SPIN THE MUSIC（? - 2015年3月、火曜 24:00 - 24:30） - DJ Moby
- 松下優也のBLACK NEVERLAND（2019年1月 - 2019年3月、火曜 24:00 - 24:30） - 松下優也
- 杉山清貴bay area kids（? - 2009年3月、火曜 25:00 - 26:00） - 杉山清貴
- Voice in the Sun（? - 2010年3月、水曜 23:00 - 24:00） - vijandeux
- とびなはれ～!（2015年11月 - 2017年3月、水曜 23:00 - 24:00） - 中井大介
- もう帰って来たの!? MEET The Beats（2009年11月、水曜 24:30 - 25:00） - ミトカツユキ
- アンチノイズのI'm home（2008年10月 - 2009年3月、水曜 25:00 - 26:00） - アンチノイズ
- スマイリー原島のRockin' special（2009年4月 - 2010年3月、不定期・木曜 20:00 - 22:00） - スマイリー原島
- THE FOREVER YOUNG クニタケヒロキのRADIO FOREVER YOUTH（2021年10月 - 2022年2月、木曜 21:00 - 21:30） - クニタケヒロキ
- ▲STARFLYER presents groovin' jazz trippin'（2007年8月 - 2009年3月、木曜 21:00 - 22:00） - 青木カレン（スターフライヤー提供）
- ▲TSUYOSHI YAMANAKA MIDNIGHT TOKYO（2008年7月 - 2011年3月、木曜 22:00 - 23:00） - 山中つよし、湯浅美和子
- P.S パルプンテ（ - 2010年3月、木曜 23:00 - 24:00） - S.R.S
- 坂本真綾 15th Anniversary Special（2010年10月、木曜 23:30 - 24:00） - 坂本真綾
- MEET THE BEATS Neo（2010年11月、木曜 23:30 - 24:00） - ミトカツユキ
- CREREA（クレリア）〜仕事人に「ドラマ」あり〜（2013年8月 - 2014年3月、木曜 23:00 - 23:30） - 持田百合子、小坂真琴
- CREREA（クレリア）〜私の生き方ここで見つける〜（2014年8月 - 2019年2月、日曜 11:00 - 11:30） - 古賀正博
  - 第1シーズンはCREREA（クレリア）〜仕事人に「ドラマ」あり〜を参照
  - 第2シーズン（2014年8月 - 2015年2月、日曜 19:00 - 19:30）
  - 第3シーズン（2015年5月 - 2016年2月、日曜 19:00 - 19:30）
  - 第4シーズン（2016年5月 - 2017年2月、日曜 19:00 - 19:30）
  - 第5シーズン（2017年10月 - 2018年2月、日曜 11:00 - 11:30）
  - 第6シーズン（2018年10月 - 2019年2月、日曜 11:00 - 11:30）
- どっちもイケます!（? - 2013年7月、木曜 23:00 - 23:30） - The Mercury Sound
- 坂本真綾 You Can't Catch me（2011年1月、木曜 23:30 - 24:00） - 坂本真綾
- MYKADOMATSU.COM（2008年10月 - 2009年3月、木曜 25:00 - 26:00） - 角松敏生
- new discovery（2008年10月 - 2009年3月、月曜 - 水曜及び金曜 - 日曜 21:00 - 23:00） - 北野"JK"順一、松井伸一、信川竜太、スマイリー原島、さとうともやす
- music history（2008年10月 - 2009年3月、土曜・日曜 16:00 - 17:00） - 奥津ふみこ
- evening press（2008年10月 - 2009年3月、土曜・日曜 17:00 - 19:00） - 八木徹
- 居島一平のよかよかJAPAN（2022年11月27日[34]- 2022年12月25日、日曜  7:00 - 8:00） - 居島一平、小坂真琴- 6年半続いた『Weekly虎ノ門ニュース』[35]の終了に伴い急遽企画された。
- weekend jazz（2008年10月4日 - 2022年12月31日、土曜・日曜 22:00 - 23:00） - 米谷奈津子

▲は旧法人時代から引き続き放送された番組
※引継ぎから3か月間（2008年9月30日まで）は聴取者及びスタッフ保護の観点から、基本的に旧法人時代から続いていた番組を引き続き放送。それらの番組の詳細についてはエフエム九州を参照のこと。3か月後の10月1日から新編成となった。

## 過去のナビゲーター
- 浅山さとみ
- 今泉圭姫子
- 奥津ふみこ - ラインアナウンサーとしてCROSS FMに在籍。
- カイラ
- 北野"JK"順一
- コガ☆アキ
- 古賀真菜美
- 小坂真琴
- 後藤心平
- 小柳有紀
- 坂口カンナ
- 桜美奈
- さとうともやす
- スマイリー原島
- Takako
- TOGGY
- ナオト
- 西川友紀子
- フクムス（福娘）：HIROMI、ENA、MISAKI、RIKAKO、AKARI、HIMIKO
- 穂高すなお（すばる）
- DJ POCKY
- 松井伸一
- 松雪まなみ
- 元木哲三
- もりいまい
- 米谷奈津子
- ルーシー

### アーティストナビゲーター
- アカシモモカ
- アンチノイズ
- 池森秀一（DEEN）
- 今井大介
- INSPi
- S.R.S
- 角松敏生
- クニタケヒロキ
- ケイタク
- KMC
- 近藤夏子
- SHISHAMO
- SHOGO（175R）
- 杉山清貴
- 高田由香
- 辻詩音
- TSUBASA
- DAVE.K
- Vijandeux
- Prague
- 松下優也
- MIKAKO（CHELL）
- ミトカツユキ
- ももちひろこ

## CHECK YOUR VOICE
年に1回、「CHECK YOUR VOICE」と称したナビゲーターオーディションを実施している。

### 合格者
- 2009年度：コウズマユウタ、小坂真琴
- 2010年度：Takako
- 2013年度：桜美奈
- 2015年度：山下美保子
- 2018年度：穂高すなお
- 2021年度：黒田卓海